# Harpobittacus rubricatus
Harpobittacus rubricatus is een schorpioenvliegachtige uit de familie van de hangvliegen (Bittacidae). De wetenschappelijke naam van de soort is voor het eerst geldig gepubliceerd door Riek in 1954.
De soort komt voor in Australië.